# Saint Seiya - Next Dimension - Myth of Hades
Saint Seiya - Next Dimension - Myth of Hades (聖闘士星矢 Next Dimension 冥王神話?, Saint Seiya: Next Dimension - Meiō Shinwa) è un manga shōnen di Masami Kurumada, sequel diretto del suo precedente lavoro Saint Seiya - I Cavalieri dello zodiaco (1985-1990). È stato pubblicato a partire dal 27 aprile 2006 sulla rivista settimanale Weekly Shōnen Champion (edita da Akita Shoten) con cadenza irregolare, fino al 4 luglio 2024, per un totale di 118 capitoli. In Italia è edito da J-Pop dal 2010 al 2025.
Il fumetto (pubblicato interamente a colori) utilizza la logica dei viaggi nel tempo per alternare gli avvenimenti del passato (la guerra del XVIII secolo contro Hades) con il presente (XX secolo), dove Athena e i suoi Sacri Guerrieri si apprestano allo scontro con gli dei dell'Olimpo.
Il manga è pubblicato in bianco e nero sulla rivista Weekly Shonen Champion, per poi essere trasposto interamente a colori nell'edizione tankōbon.

## Trama
La battaglia nell'Elisio ha lasciato in coma Seiya di Pegasus, la cui vita è in pericolo a causa della maledizione della spada del dio dell'oltretomba Hades e si spegnerà nell'arco di tre giorni. Per salvarlo Athena (Saori Kido) e Shun di Andromeda decidono di recarsi nel passato per distruggere la spada del dio degli Inferi manifestatasi durante la guerra sacra del XVIII secolo. Ma non tutto va secondo i piani: l'intervento del dio del tempo Chronos, la cospirazione di Artemide, dea della Luna, nonché l'infuriare della guerra sacra contro Hades condotta nel XVIII secolo, complicano il cammino della dea verso la salvezza di Seiya.
Si scopre che il ritorno di Saori alla precedente guerra sacra ha posto in uno stato di coma Sasha, la dea Atena del XVIII secolo. Suikyo di garuda, ex silver saint della Coppa, Odysseus dell'Ofiuco e il Grande sacerdote di Atena hanno tentato di uccidere Saori, salvata da Shijima della Vergine. Per risvegliare Sasha, Saori dovrà sacrificare la vita. 
Mentre uno dopo l'altro anche gli altri cavalieri di Bronzo (Ikki di Phoenix, Hyoga di Cygnus, Shiryu di Dragon) si recano nel passato per aiutare la loro dea, nel presente i nemici di Atena ordiscono piani contro di lei e il suo esercito.

## Personaggi
In quanto sequel del fumetto originale de I Cavalieri dello zodiaco, in Next Dimension ritornano i cinque Sacri Guerrieri di Bronzo principali insieme alla reincarnazione di Atena (Saori Kido), mentre fra i personaggi secondari tornano le Sacre Guerriere d'Argento Shaina e Marin. Vengono inoltre presentate nuove versioni della dea Artemide e del suo guerriero celeste Toma, il dio Apollo, tre personaggi precedentemente creati da Kurumada per il film I Cavalieri dello zodiaco - Le porte del paradiso.
Fra i nuovi personaggi introdotti vi sono da una parte quelli provenienti dal passato quali Tenma (precedente incarnazione di Seiya di Pegasus) ed il suo amico Alone (corpo ospite di Hades), Sasha la dea Athena del diciottesimo secolo, i dodici Sacri Guerrieri d'Oro del diciottesimo secolo, e dei Guerrieri degli Inferi (Spectre) della precedente guerra sacra. Dall'altra personaggi inediti del presente come le Guardiane Lunari di Artemide (guidate da Callisto), la strega Hecate, il dio del tempo Chronos, e il Gold Saint di Ofiuco. 
Durante gli anni alcuni di questi personaggi introdotti in Next Dimension sono stati utilizzati da altri autori nei loro fumetti dedicati al franchising. Artemide, le sue guardiane ed Hecate appaiono ne I Cavalieri dello zodiaco: Saintia Sho - Le sacre guerriere di Atena di Chimaki Kuori, mentre in  I Cavalieri dello zodiaco - Episode G - Assassin, Megumu Okada recuperò i personaggi di Izo di Capricorn e Death Toll di Cancer come maestri dei loro successori (Shura e Deathmask), insieme a una versione adolescente di Shoryu, figlio adottivo di Shiryu. Il fumetto franco-belga I Cavalieri dello zodiaco - Saint Seiya: Time Odyssey, vede Chronos come nemico principale e presenta Cardinale di Pisces come un antenato del personaggio del suo successore Aphrodite . I dieci Gold Saint della precedente guerra sacra sono stati poi ripresi da Kurumada in una spalsh-page di uno dei capitoli speciali usciti fra 2017 e 2020 e poi raccolti nell'edizione shinsoban del manga classico denominata Final Edition.
Versioni alternative dei personaggi di Tenma, Alone e Sasha erano invece stati protagonisti del manga di Shiori Teshirogi I Cavalieri dello zodiaco - The Lost Canvas - Il mito di Ade, pubblicato sempre dall'Akita Shoten in parallelo ai primi capitoli di Next Dimension dal 2006 al 2011.

## Edizione italiana
In Italia il manga è stato pubblicato dalla casa editrice J-Pop in volumi di formato identico ai corrispondenti nipponici. La casa editrice ha messo in vendita accanto all'edizione standard dei tankōbon, una variante denominata black edition, per via della sovraccopertina nera. Le sovraccopertine nere presentano un'illustrazione diversa da quelle dell'edizione standard (che riprendono invece le copertine dell'edizione giapponese), tuttavia l'immagine copertina sottostante (la stessa dell'edizione standard) rimane identica per entrambe le versioni.
L'adattamento italiano ha mantenuto i nomi secondo la traslitterazione ufficiale (per esempio il nome del Cavaliere dell'Ariete è scritto come Shion, mentre in altri adattamenti era Sion), mentre per le divinità, i simboli degli Specter e le costellazioni si è mantenuta la versione anglo-latina del nome (quindi Athena e Hades al posto di Atena e Ade, Aries anziché Ariete ecc...). Il curatore dell'edizione italiana, Valerio Manenti, ha deciso di mantenere la particolarità del furigana o rubi anche in lingua italiana, per i nomi delle caste dei guerrieri e delle loro armature, scrivendo i nomi Saint, Specter e Cloth sopra le traduzioni letterali degli ideogrammi dei nomi.

## Sequel
Un fumetto di otto pagine è stato pubblicato a seguito della chiusura del manga il 14 novembre 2024 sul numero 50 del 2024 di Weekly Shōnen Champion col titolo Saint Seiya Then: Haikyo no Hana'. Ambientato pochi istanti dopo le pagine finali di Next Dimension, il capitolo vede una confusa Saori Kido recuperare la sua memoria come Atena dopo essere giunta alla Casa del Sagittario mossa dall'istinto, lasciando un mazzo di fiori per i Saint caduti.

## Merchandising
In occasione del Tamashii Nation 2017 in Giappone è stato messo vendita in esclusiva per l'evento ad Akihabara il modellino Myth Cloth EX del tredicesimo Gold Saint, Odysseus of Ophiuchus.
Nel 2024 esce in 
Giappone il nuovo action figure Myth Cloth EX Metal di Odysseus di Ofiuco.

## Vendite
| Titolo                                 | Posizione massima (Top 30 dei migliori manga più venduti in Giappone) | Settimana di riferimento      | Vendite nella settimana               |
| Saint Seiya - Next Dimension volume 1  | # 22°                                                                 | 9 febbraio - 16 febbraio 2009 | 57 426 copie                          |
| Saint Seiya - Next Dimension volume 2  | # 9°                                                                  | 15 marzo - 22 marzo 2010      | 48 472 copie                          |
| Saint Seiya - Next Dimension volume 3  | # 17°                                                                 | 6 dicembre - 12 dicembre 2010 | 44 200 copie                          |
| Saint Seiya - Next Dimension volume 4  | # 17°                                                                 | 8 dicembre - 14 dicembre 2011 | 43 904 copie                          |
| Saint Seiya - Next Dimension volume 5  | # 23°                                                                 | 2 aprile - 8 aprile 2012      | 57 457 copie                          |
| Saint Seiya - Next Dimension volume 6  | # 30°                                                                 | 3 dicembre - 10 dicembre 2012 | 61 525 copie seconda settimana        |
| Saint Seiya - Next Dimension volume 7  | # 30°                                                                 | 8 agosto - 15 agosto 2013     | 40 975 copie                          |
| Saint Seiya - Next Dimension volume 8  | # 28°                                                                 | 6 dicembre - 12 dicembre 2013 | 36 541/62 205 copie seconda settimana |
| Saint Seiya - Next Dimension volume 9  | # 27°                                                                 | 20 giugno - 26 giugno 2014    | 39 034/67 315 seconda settimana       |
| Saint Seiya - Next Dimension volume 10 | # 19°                                                                 | 6 giugno - 12 giugno 2016     | 46 729                                |
| Saint Seiya - Next Dimension volume 11 | # 17°                                                                 | 5 giugno - 11 giugno 2017     | 46 927                                |
| Saint Seiya - Next Dimension volume 12 | # 10°                                                                 | 7 maggio - 13 maggio 2018     | 46 649                                |
| Saint Seiya - Next Dimension volume 13 | # 20°                                                                 | 8 giugno - 13 giugno 2021     | 37 482/46 120 primi 23 giorni         |
| Saint Seiya - Next Dimension volume 14 | # 26°                                                                 | 7 aprile - 16 aprile 2023     | 28 710                                |
| Saint Seiya - Next Dimension volume 15 | # 15°                                                                 | 8 maggio - 12 maggio 2024     | 21,994(primi 5 giorni)                |